# Élections législatives de 1956 dans le territoire de l'Oubangui-Chari
Les élections législatives de 1956 en Oubangui-Chari sont des élections françaises qui ont eu lieu le 2 janvier 1956  dans le Territoire de l'Oubangui-Chari dans le cadre des élections législatives françaises de 1956, sous la IVe République.
Ce sont les dernières élections législatives de la Quatrième république, après les élections de novembre 1946 et de juin 1951.

## Mode de scrutin
Le territoire est scindé en deux collège électoral, cette page traite du collège des personnes relevant du Statut Personnel. 
N'élisant qu'un seul député, le mode de scrutin est uninominal majoritaire à un tour, le candidat arrivé en tête est élu.

## Élus
| Député sortant     | Parti | Parti        | Député élu ou réélu | Parti | Parti        |
| ------------------ | ----- | ------------ | ------------------- | ----- | ------------ |
| Barthélemy Boganda |       | MESAN (CNIP) | Barthélemy Boganda  |       | MESAN (CNIP) |

## Résultats

### Résultats à l'échelle du territoire
|          | MESAN (CNIP) | Barthélemy Boganda *    | 155 952 | 88,52  |  |  |
|          | CNIP         | Jean-Baptiste Songomali | 20 230  | 11,48  |  |  |
|          |              |                         |         |        |  |  |
| Inscrits | Inscrits     | Inscrits                | 271 577 | 100,00 |  |  |
| Votants  | Votants      | Votants                 | 181 063 | 66,67  |  |  |
| Exprimés | Exprimés     | Exprimés                | 176 182 | 97,30  |  |  |

* Député sortant